# أرض البنط
أرض البنط أو بونتلاند (بالصومالية: Puntland)‏ رسميا ولاية أرض البنط الصومالية (بالصومالية: Dawladda Buntilaan ee Soomaaliya)‏، هي دولة عضو اتحادية تتمتع بالاستقلال الذاتي وأقدم دولة عضو في شمال شرق الصومال. عاصمة أرض البنط هي جروي. تقع شمال شرق الصومال، في منطقة نوغال. في عام 1998 أعلن زعماؤها بأنها دولة مستقلة، ولكن حكومة الصومال الحالية ترى في ذلك محاولة لجعل الصومال جمهورية فدرالية. بخلاف جارتها جمهورية أرض الصومال، لا تطلب أرض البنط الاستقلال عن الصومال صراحةً. مساحتها حوالي 212 500 كم2، وعدد سكانها التقريبي 3,900,000 نسمة حسب إحصائيات عام 2000. أُخذ اسم أرض البنط من حضارة البنط القديمة، والتي ذكرت في سجلات المصريين القدماء، ويعتقد بأنها كانت موجودة في نفس منطقة الصومال الحالية.

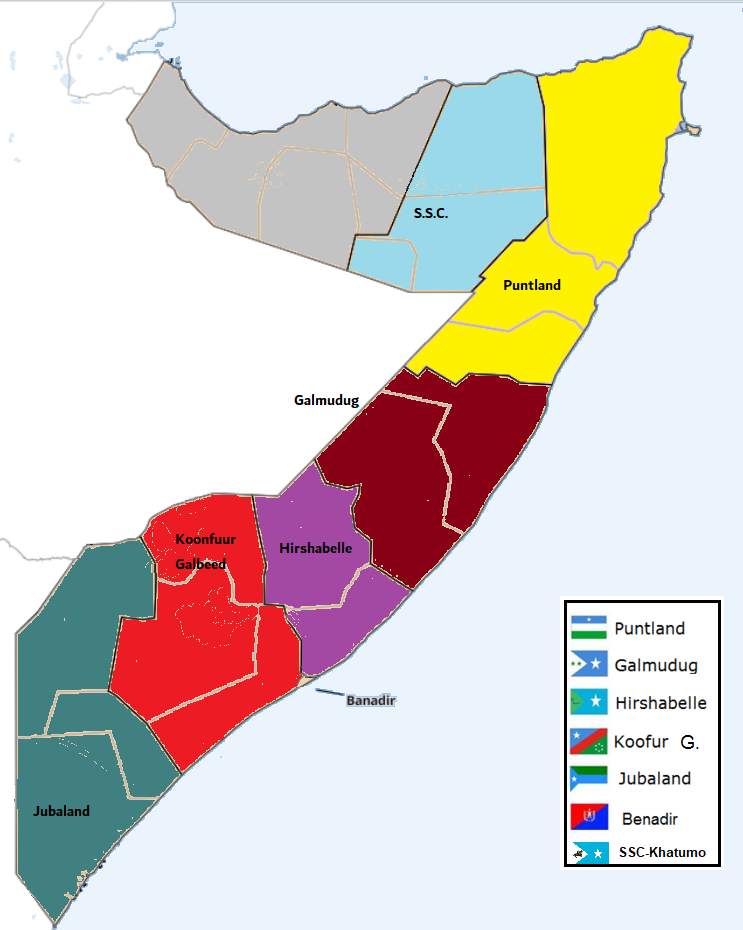
.

ويعيش ثلث سكان الصومال في الإقليم، الذي يضم حوالي ثلث المساحة الجغرافية للبلاد.

## اصل التسمية

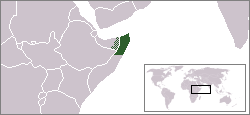
موقع ولاية أرض البنط.

اسم «بونتلاند» مشتق من منطقة البنط التي ذكرتها المصادر المصرية القديمة. ومع ذلك، فإن الموقع الدقيق للأراضي الأسطورية لا يزال لغزا. وتشير دراسات عديدة إلى أن أرض بونت تقع في الصومال، في حين تقترح دراسات أخرى أنها تقع في مكان آخر.

## تاريخها
بونت لاند هي سلطنة مجرتين السابقة وتتكون من 5 مناطق وهي باري ونوجال وهيلان ورأس عسير وكركر.تنص أحكام كل معاهدة على أن إيطاليا ستبتعد عن أي تدخل في إدارات السلطنة المعنية.[9] وفي مقابل الأسلحة الإيطالية والإعانة السنوية، تنازل السلاطين عن الحد الأدنى من الرقابة والامتيازات الاقتصادية.[10] كما وافق الإيطاليون على إرسال عدد قليل من السفراء لتعزيز مصالح السلطنة ومصالحها الخاصة.[9] بعد ذلك تمت إدارة المحميات الجديدة من قبل «فينتشنزو فيلوناردي» من خلال شركة مستأجرة. تم توقيع بروتوكول الحدود الأنجلو-إيطالي في وقت لاحق في 5 مايو 1894، تلاه اتفاق في عام 1906 بين كافالييه بيستالوزا والجنرال سوين يعترف بأن برن تقع تحت إدارة سلطنة مجرتين.[9] ومع الامتداد التدريجي للحكم الاستعماري الإيطالي إلى شمال الصومال، تم ضم المملكتين في نهاية المطاف في أوائل القرن العشرين.[11] ومع ذلك، على عكس الأراضي الجنوبية، لم تخضع السلطنات الشمالية لحكم مباشر بسبب المعاهدات السابقة التي وقعتها مع الإيطاليين.
تمزقت الصومال منذ عام 1990 إثر الحرب الأهلية، والتي حدثت عندما أعلنت جمهورية أرض الصومال استقلالها عام 1991. بينما يعتبر زعماء المناطق الصومالية مناطقهم كدول مستقلة واقعياً، لم يعلن أيٌ منهم ذلك حتى عام 1998، بعد مرور تسعة أعوام على الحرب الأهلية. في يوليو من نفس العام، تم إعلان أرض البنط في شمال شرق الصومال كدولة مستقلة بواسطة حاكمها، العقيد عبد الله يوسف أحمد. صرح العقيد بأن ذلك كان إجراءً مؤقتاً، وسوف تخضع أرض البنط لحكومة صومالية جديدة حينما يحل السلام في المنطقة. منذ ذلك الحين استمرت أرض البنط مع كل من أرض جوبا والدول الصومالية الوسطى في الإعداد للاستقلال. في منتصف عام 2001 لم يستمر السلام في أرض البنط حينما علق البرلمان الانتخابات المقرر إجرائها. بلغ القتال ذروته في شهر نوفمبر من نفس العام حينما أطيح بالرئيس عبد الله يوسف أحمد بواسطة منافسه، العقيد جمعة علي جمعة. كان جمعة علي جمعة رئيس أرض البنط حتى أكتوبر 2004 حينما انتخب كرئيس للصومال.

## قائمة رؤساء أرض البنط
| №   | لَوحَة | رئيس (الميلاد-الوفاة)            | لَوحَة | نائب الرئيس                  | مدة المنصب                    | حزب                                   |
| 1   |      | عبدالله يوسف احمد (1934–2012)    |      | محمد عبدي حاشي               | 1 أغسطس 1998 - 30 يونيو 2001  | الجبهة الديمقراطية الخلاصية الصومالية |
| -   |      | يوسف حاج نور (–2019) مؤقت        |      | شاغر                         | 1 يوليو 2001 - 14 نوفمبر 2001 | مستقل                                 |
| -   |      | جامع علي جامع (–) مؤقت           |      | أحمد محمود جانلي             | 14 نوفمبر 2001 - 8 مايو 2002  | مستقل                                 |
| (1) |      | عبدالله يوسف احمد (1934–2012)    |      | محمد عبدي حاشي               | 8 مايو 2002 - 14 أكتوبر 2004  | مستقل                                 |
| 2   |      | محمد عبدي حاشي (1950s–2020) مؤقت |      | محمد علي يوسف (جعجاب)        | 14 أكتوبر 2004 - 8 يناير 2005 | الحزب الصومالي الموحد                 |
| 3   |      | محمود موسى حرسي (1937–2017)      |      | حسن ظاهر محمود               | 8 يناير 2005 - 8 يناير 2009   | مستقل                                 |
| 4   |      | عبد الرحمن محمد فارولي (1945–)   |      | عبد الصمد علي شيرى           | 8 يناير 2009 - 8 يناير 2014   | حزب هورسيد                            |
| 5   |      | عبد الولي محمد علي غاس (1963–)   |      | عبد الحكيم عبد الله حاجي عمر | 8 يناير 2014 - 8 يناير 2019   | رابطة شعب بونتلاند                    |
| 6   |      | سعيد دني (1967–)                 |      | احمد كراش                    | 8 يناير 2019 - الحالي         | كاه                                   |